# Martin Folkes
Martin Folkes (29 de outubro de 1690 – 28 de junho de 1754) foi um antiquário, numismata, matemático e astrónomo britânico.